# Ini (Nigeria)
Ini est une ville et une zone de gouvernement local de l'État d'Akwa Ibom au Nigeria. C'est également un royaume traditionnel, dirigé S.M. Edidem Nteong Udo Effiong Akpan (qui est également le chef de clan d'Itu Mbon Uso). Le souverain est choisi parmi les différents dirigeant traditionnels des villages et communautés de la zone.